# Nikola Soldo
Nikola Soldo (* 25. Januar 2001 in Stuttgart) ist ein kroatischer Fußballspieler, der zuletzt beim 1. FC Köln unter Vertrag stand.

## Familie
Nikola Soldo ist der Sohn von Zvonimir Soldo und wurde in Stuttgart geboren, als sein Vater für den VfB Stuttgart spielte. Seine älteren Brüder Matija (* 1995) und Filip (* 1997) sind ebenfalls Fußballspieler. Nach dem Karriereende seines Vaters zog Nikola im Alter von fünf Jahren mit der Familie nach Kroatien.

## Karriere

### Verein
Als Jugendlicher spielte er zunächst bei Dinamo Zagreb und wechselte anschließend mehrmals den Verein. Er durchlief dann ab 2015 die Jugendmannschaften von Inter Zaprešić, für den er ab 2019 in der Herrenmannschaft in der ersten kroatischen Liga aktiv war. 2020 stieg er mit dem Verein in die zweite Liga ab und spielte dort ein weiteres Jahr, ehe ihn im Sommer 2021 der Erstligist Lokomotiva Zagreb verpflichtete.
Am 1. September 2022, dem letzten Tag der Transferperiode, wechselte Soldo in die deutsche Bundesliga. Er unterschrieb beim 1. FC Köln, bei dem sein Vater von 2009 bis 2010 Cheftrainer gewesen war, einen Vertrag mit einer Laufzeit bis zum 30. Juni 2025. Nachdem er dort zunächst in der Hinrunde der Saison 2022/23 zu fünf Einsätzen in der Liga sowie vier weiteren in der Conference League gekommen war, bestritt er in der Rückrunde nur noch zwei weitere Spiele mit den Kölnern. Im August 2023 wurde er für die Spielzeit 2023/24 an den Zweitligisten 1. FC Kaiserslautern ausgeliehen. Im Sommer kehrte er zum 1. FC Köln zurück. Am 18. Februar 2025 lösten Soldo und der 1. FC Köln den zum Saisonende auslaufenden Vertrag auf.

### Nationalmannschaft
Zwischen 2019 und 2020 spielte Soldo in der kroatischen U18- und der U19-Nationalmannschaft. Ab 2021 gehörte er zum Kader der U21-Auswahl und nahm mit ihr im Sommer 2023 an der U21-Europameisterschaft teil, wobei er während des Turniers jedoch zu keinem Einsatz kam.